# Uisko-klass
Uisko-klass är en fartygsklass bestående av transportbåtar som används av den finska marinen. Båten är även känd som Marine Alutechs design Watercat M11. Uiskon/Watercat 11 är föregångaren till Watercat M12, Jurmo-klassens landstigningsbåt. Uiskon är den första vattenjetdrivna farkosten i den finska marinen. Båten har extrem manövrerbarhet och ett lågt djupgående vilket gör den mycket lämplig för grunda vatten. Fartyget kan användas för amfibieoperationer och transport av kustjägare.

## Fartygsnummer
Uisko-klassens båtar är numrerade från U 210-211, U 301-317 och U 400 och uppåt.
| Relaterat innehåll | Relaterat innehåll |
| ------------------ | ------------------ |
| Watercatserien     | M8 - M11 - M12     |